# Roti canai

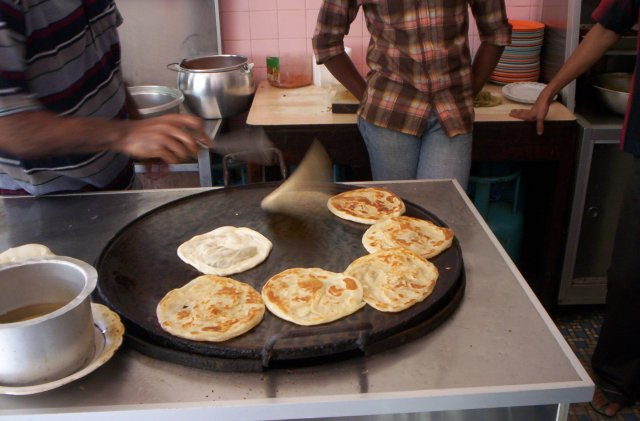
Roti canai

Roti canai (uttal: tʃanai) är en sorts indisk-influerat flatbröd eller pannkaka som äts i Malaysia och Indonesien. Det är billigt och säljs ofta i indiska gatukök i Malaysia. Det är även känt som roti prata i södra Malaysia och Singapore. Det serveras ofta som frukost eller nattamat med olika sorters tillbehör eller som hopvikta paket med fyllningar.